# Tordatúr

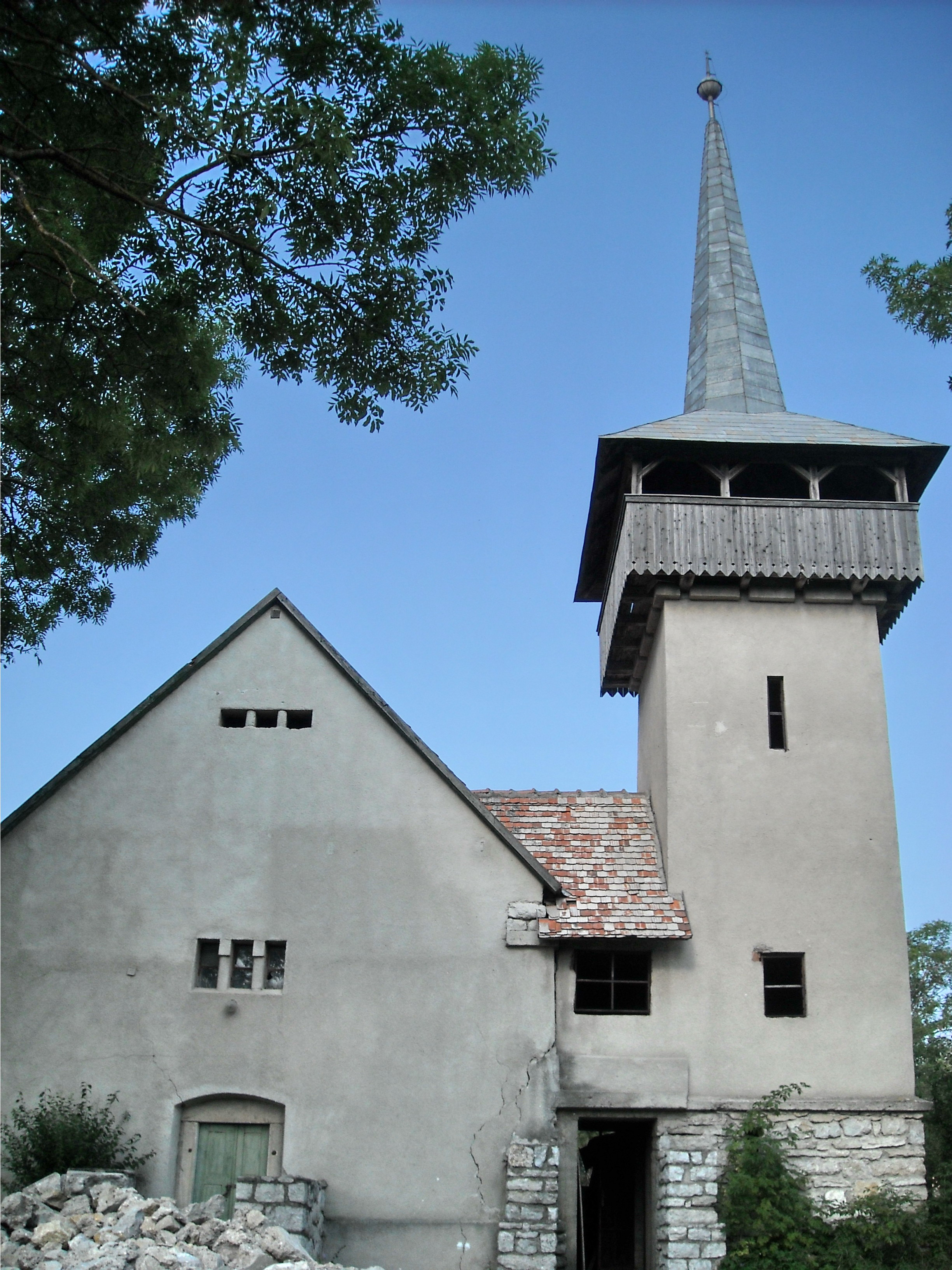
Református templom

Tordatúr, 1911-ig Túr (románul Tureni, korábban Tur) falu Romániában, Kolozs megyében, az azonos nevű község központja.

## Fekvése
Kolozsvártól 15 km-re délkeletre, Tordától 9 km-re északnyugatra, az A3-as autópálya mellett fekszik.

## Nevének eredete
A Túri-patak nevét először ugyan csak 1865-ben említették, mégis valószínű, hogy a falu a víznévről kapta a nevét. Ebben az esetben azonos eredetű lehet a Túr folyó nevével. Előtagja onnan származik, hogy Torda vármegyéhez tartozott és már a helységnévrendezés előtt is használták. Az első írásos adat 1276-ból való a névre (Thur).

## Története
A középkorban magyar lakosságú falu volt. A határában feküdt a később elpusztult Tadek (először 1270), Tonkháza (1356), Setétberek (1366), Hunyad (1424) és Baromlak (1444) falu. Az önálló Erdélyi Fejedelemség korában jelentős kisnemesi közösség lakta. Római katolikus plébániája 1827-ben alakult. Torda, 1876 és 1919 között Torda-Aranyos vármegyéhez tartozott.
Három falurésze: a délkeleti, a hasadék menti domboldalakon elterülő Doszuj, az Országútja vagy Felszeg és keleten a Szityija vagy Alszeg.
A hasadék északi bejáratánál 1952 és 1994 között mészkőbánya üzemelt.

## Népessége
- 1850-ben 1016 lakosból 488 volt román, 462 magyar és 55 cigány nemzetiségű; 533 görögkatolikus, 202 református, 174 unitárius és 98 római katolikus vallású.
- 1900-ban 1134 lakosából 637 volt magyar és 497 román anyanyelvű; 508 görögkatolikus, 260 református, 236 unitárius, 109 római katolikus és 14 zsidó vallású. A lakosság 35%-a tudott írni-olvasni, a román anyanyelvűek 54%-a beszélt magyarul.
- 2002-ben 1027 lakosából 530 volt román és 497 magyar anyanyelvű; 491 ortodox, 224 református, 183 unitárius, 82 római katolikus és 27 baptista vallású.
- 2011-ben 929 lakosából 459 volt magyar, 437 román anyanyelvű.[2]

## Látnivalók
- A falu határában van a Túri-hasadék vadregényes sziklaszurdoka.
- Református temploma 1727-ben épült, az 1970-es években Debreczeni László vezetésével újították fel.
- Az unitárius templomot 1831-ben, tornyát 1906-ban építették. Korábban középkori plébániatemplomát is az unitáriusok birtokolták.
- Római katolikus temploma 1842-ben épült és legutóbb a 2000-es években újították. Itt őrzik Erdély legrégibb Madonna-szobrát, amely a 14. században készült.

## Híres emberek
- Itt született 1869. december 6-án Józan Miklós unitárius püspök, költő, műfordító.
- Itt született 1889. december 31-én Finta Gerő költő, műfordító, Finta József építész édesapja.
- Itt született 1893. június 4-én Kovács Gyula altábornagy, a Magyar 2. hadsereg vezérkari főnöke.

## Képek

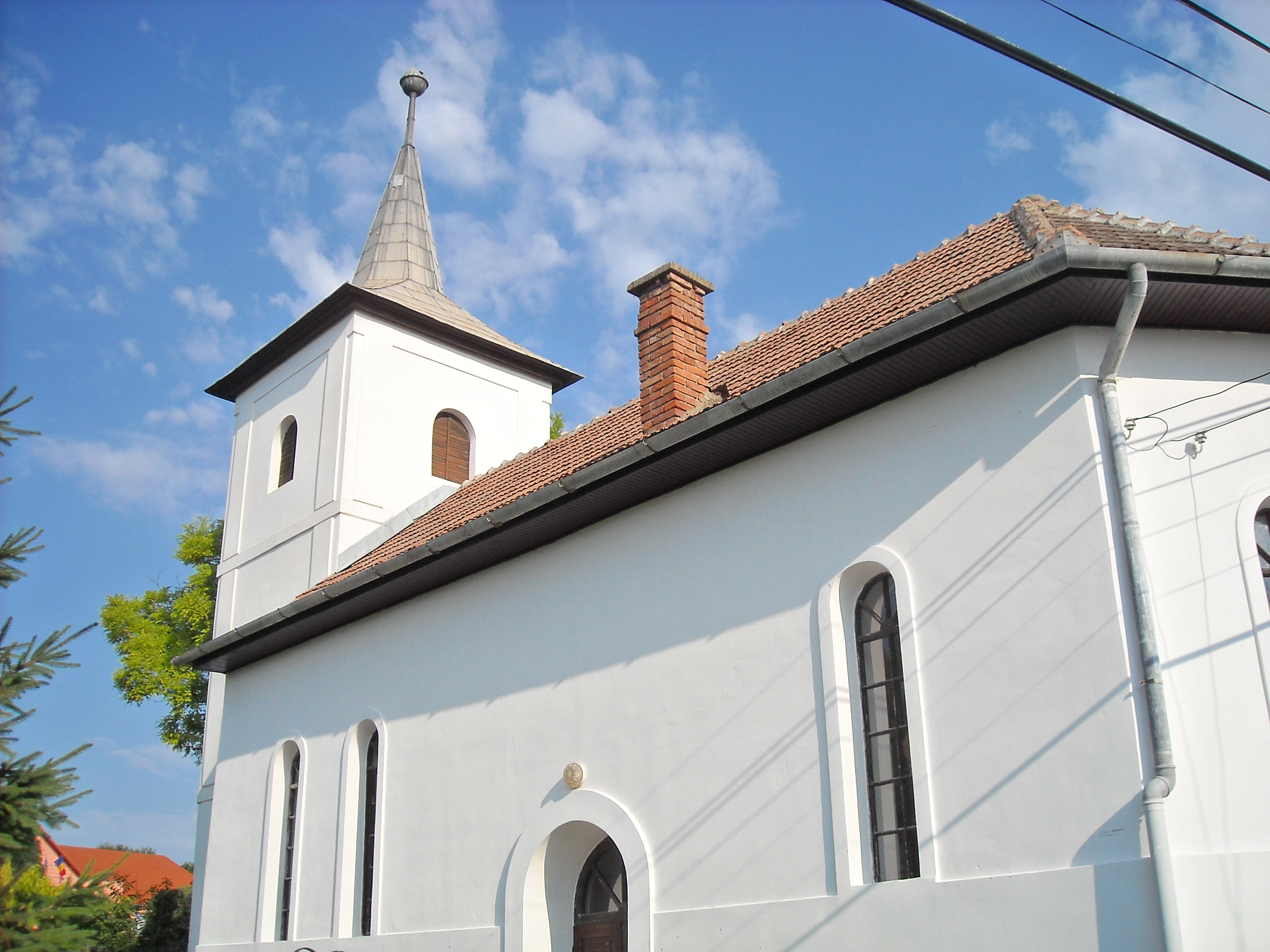
Unitárius templom
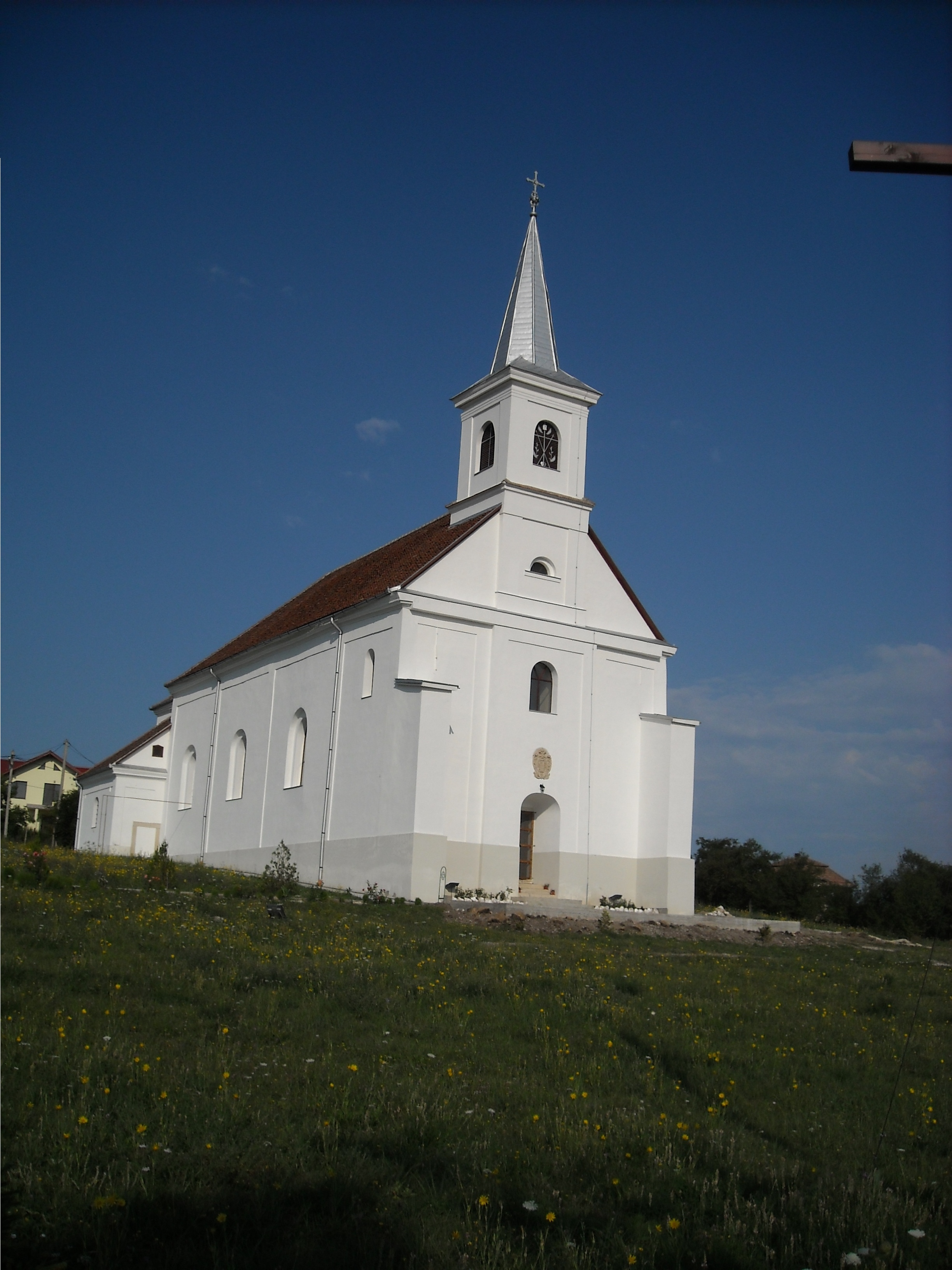
Római katolikus templom